# Next Top Model by Cătălin Botezatu, sezonul 3
Al treilea sezon al Next Top Model by Cătălin Botezatu a avut premiera pe 20 septembrie 2012, la ora 20:20 la Antena 1. Toți arbitrii din sezonul precedent s-au întors, iar pachetul de premii a rămas același, concurenții concurând pentru un contract de modeling cu MRA Models, în valoare de 70.000 de euro. Cerințele de participare, care includ vârsta cuprinsă între 14 și 25 de ani, peste 170 cm înălțime și deținerea unui pașaport românesc sau moldovenesc valabil, au rămas, de asemenea, neschimbate.
Acest sezon a înregistrat un număr record de solicitanți, cu peste 20.000 de femei care au aplicat și au participat la castinguri din aprilie până în iunie 2012. Filmările au avut loc în România și ulterior s-au mutat în locații din Grecia, Cipru și Turcia. Concurenții care nu au putut participa la castinguri au fost invitați să participe la un concurs foto online de patru săptămâni pentru a intra în legătură cu potențiali clienți și a fi luați în considerare pentru proiecte viitoare.
Șaisprezece finaliști au fost selectați dintr-un grup de 100 de semifinaliști, inclusiv un înlocuitor pentru un abandon. Câștigătoarea sezonului a fost Ramona Popescu, în vârstă de 22 de ani, din București.
Sezonul trei a marcat ultima parte a seriei, gazda Cătălin Botezatu s-a îndepărtat de proiect din chestiuni personale. În 2015, Botezatu a lansat Supermodels by Cătălin Botezatu la Kanal D, o competiție similară cu concurenți atât bărbați, cât și femei, inspirată de The Face a lui Naomi Campbell. A jucat o mare parte din aceeași distribuție, echipă și oaspeți care fuseseră prezentate în Next Top Model.

## Distribuție

### Concurenți
(Vârstele menționate sunt la începutul concursului)
| Nume                | Vârstă | Înălțime | Orașul natal      | Termina     | Loc          |
| ------------------- | ------ | -------- | ----------------- | ----------- | ------------ |
| Veronica Cazac      | 18     | 1,8 m    | Chișinău, Moldova | Episodul 1  | 17 (Renunta) |
| Silvana Anghel      | 15     | 1,8 m    | Onești            | Episodul 2  | 16           |
| Diana Luca          | 15     | 1,78 m   | Piatra Neamț      | Episodul 3  | 15–14        |
| Bianca Taban        | 20     | 1,73 m   | Bucuresti         | Episodul 3  | 15–14        |
| Andreea Grecu       | 19     | 1,79 m   | Chișinău, Moldova | Episodul 4  | 13           |
| Ruxandra Postatny   | 18     | 1,77 m   | Teiuș             | Episodul 5  | 12           |
| Victoria Cartiră    | 14     | 1,78 m   | Chișinău, Moldova | Episodul 7  | 11           |
| Diana Zamfir        | 17     | 1,77 m   | Pitești           | Episodul 8  | 10–9         |
| Alexandra Urs       | 21     | 1,76 m   | Alesd             | Episodul 8  | 10–9         |
| Sânziana Cozorici   | 16     | 1,75 m   | Suceava           | Episodul 9  | 8            |
| Otilia Cioșă        | 20     | 1,8 m    | Timișoara         | Episodul 11 | 7            |
| Lavinia Furtună     | 17     | 1,75 m   | Botoșani          | Episodul 12 | 6            |
| Laura Iordache      | 23     | 1,82 m   | Buzău             | Episodul 13 | 5–4          |
| Cristina Iordache   | 23     | 1,8 m    | Buzău             | Episodul 13 | 5–4          |
| Denisa Ciocoiu      | 19     | 1,82 m   | Turnu Măgurele    | Episodul 14 | 3–2          |
| Barbara Langellotti | 20     | 1,75 m   | Piatra Neamț      | Episodul 14 | 3–2          |
| Ramona Popescu      | 22     | 1,76 m   | Bucuresti         | Episodul 14 | 1            |

### Juriu
- Cătălin Botezatu
- Mirela Vescan
- Liviu Ionescu
- Laurent Tourette

## Episoade

### Episodul 1
Caravana Next Top Model și-a început călătoria prin România în căutarea următorului lot de aspiranți la model. Peste 20.000 de femei s-au prezentat în încercarea de a impresiona arbitrii și de a fi alese ca una dintre primele 100 de semifinaliste. Primii 100 au fost invitați înapoi la București pentru o rundă finală de interviuri, după care au fost aleși primii 16 finaliști. La sfârșitul săptămânii, modelele s-au mutat în noua lor casă de la Hotel Caro pentru a se cunoaște și a se pregăti pentru provocările viitoare. Veronica Cazac din Moldova a decis să renunțe în ultimul moment, deschizând un loc înlocuitoarei ei, Bianca Taban.
- Renunță: Veronica Cazac
- Înlocuire: Bianca Taban
- Invitați speciali: Alina Pușcaș, Guido Dolci (Major Model Management)

### Episodul 2
Finaliștii s-au îndreptat către salon pentru o rundă de transformări, care a inclus noi coafuri și actualizări de machiaj menite să-și îmbunătățească noul aspect individual. Ulterior, au luat parte la prima lor provocare, câștigată de Andreea, în care și-au pus la încercare abilitățile de poze, încercând să traverseze un labirint plin de raze laser. Modelele și-au încheiat săptămâna cu o ședință foto păcătoasă și sulfoasă pe malul râului Neajlov cu un model masculin, unde au trebuit să-i înfățișeze pe Adam și Eva în grădina Edenului în timp ce pozau cu un piton birman. La jurizare, Denisa a primit cea mai bună poză. Sânziana și Silvana au aterizat în ultimele două, iar Silvana a fost eliminată din competiție.
- Prima chemată: Denisa Ciocoiu
- Ultimele două: Sânziana Cozorici	și Silvana Anghel
- Eliminata: Silvana Anghel
- Fotograf: Mihai Ștețcu

### Episodul 3
Concurenții au fost pusi în pas cu o cursă alunecoasă pe pistă la marginea piscinei, înainte de a participa la un show cu tema dominatrice la Festivalul de vară FashionTV de la Mamaia, prezentând design-uri de Mihai Albu și Cătălin Botezatu. După ce Sânziana a rămas abătută de evenimentele din săptămâna anterioară și, după ce a vorbit despre povestea ei de a crește într-un orfelinat, celelalte modele și-au strâns banii pentru a face un gest sincer. Pentru ședința foto săptămânală, concurenții au pozat nud în spatele unui zid de gheață. Cu toate acestea, Laura nu a putut să participe din cauza că s-a simțit rău, iar sora ei geamănă, Cristina, a dezvăluit că Laura se confruntă cu crize de amețeală din cauza unei diete accidentale pentru a se potrivi cerințelor emisiunii. La jurizare, Otilia a fost premiată pentru cel mai bun film, în timp ce Bianca și Diana Luca s-au trezit în ultimele două; într-o întorsătură surprinzătoare, ambii au fost eliminați din competiție.
- Prima chemată: Otilia Cioșă
- Ultimele două: Bianca Taban și Diana Luca
- Eliminata: Bianca Taban și Diana Luca
- Fotograf: Andreea Retinschi

### Episodul 4
Cele treisprezece modele rămase s-au confruntat cu provocarea unui curs de cursă, în care au trebuit să echilibreze diverse obiecte în mâini fără a scăpa niciunul. Mai târziu, ei au participat la un spectacol subteran rece la mina de sare Salina Turda, îmbrăcați în machiaj metalic extraterestru și modele, în timp ce înfruntau temperaturile friguroase. Pentru a-și încheia săptămâna, concurenții au vizitat un șantier pentru o ședință foto plină de risc, pozând cu modele masculine printre mașini, în timp ce își arătau sex-appeal-ul. La jurizare, Victoria a primit cea mai bună imagine. Andreea și Lavinina au aterizat în ultimele două, iar Andreea a fost eliminată din competiție.
- Prima chemată: Victoria Cartiră
- Ultimele două: Andreea Grecu	și Lavinia Furtună
- Eliminata: Andreea Grecu
- Fotograf: Marta Popescu
- Invitați speciali: Mircea Bărbulescu

### Episodul 5
Restul de douăsprezece modele și-au început săptămâna cu o vizită sub acoperire a actorului Gabriel Dutu pentru un curs de cascadorie, înainte de a fi împărțiți în grupuri de îngeri și demoni pentru o ședință foto diabolică cu o bandă de motociclete de artiști care suflă foc. Ulterior, modelele au avut o lecție de gimnastică, după care au trebuit să-și arate noile abilități într-o provocare care se prezintă drept accesorii vii. Provocarea s-a desfășurat pe echipe, iar echipei câștigătoare - formată din Barbara, Cristina, Diana Zamfir, Lavinia, Sânziana și Victoria - i s-a acordat imunitate la eliminarea viitoare. Între timp, echipa învinsă s-a trezit în panică, deoarece șansele lor de a fi eliminate s-au dublat brusc. La jurizare, Barbara a primit cea mai bună imagine. Alexandra și Ruxandra s-au trezit în ultimele două, iar Ruxandra a fost eliminată din competiție.
- Prima chemată: Barbara Langellotti
- Ultimele două: Alexandra Urs	și Ruxandra Postatny
- Eliminata: Ruxandra Postatny
- Fotograf: Zoltan Lorencz
- Invitați speciali: Gabriel Dutu

### Episodul 6
Concurenții au fost transportați cu avionul pe insula Mykonos pentru următoarea etapă a competiției, unde s-au instalat în noul lor hotel înainte de a participa la o provocare foto pe plajă, cerându-le să-și păstreze calmul în timp ce sunt aruncați în aer. Mai târziu în acea seară, s-au bucurat de o petrecere cu delicatese tradiționale ale insulei. Tensiunile au apărut în legătură cu utilizarea telefonului mobil, care a fost limitată la anumite momente, și s-au intensificat când telefonul Ramonei a dispărut, făcând-o pe Lavinia principalul suspect. Săptămâna s-a încheiat cu modelele îmbrăcate în rochii negre pentru o ședință foto în locații pitorești din jurul insulei. La jurizare, Christina a primit cea mai bună imagine, în timp ce Alexandra, Lavinia, Sânziana și Victoria s-au trezit în ultimele patru. Într-o întorsătură neașteptată, toți patru li sa permis să rămână în competiție.
- Prima chemată: Cristina Iordache
- Ultimele patru: Alexandra Urs, Lavinia Furtună, Sânziana Cozorici, Victoria Cartiră
- Eliminata: Niciuna
- Fotograf: Mihai Ștețcu

### Episodul 7
Ceilalți unsprezece concurenți au fost prezentați unui important antreprenor și director al ospitalității, Giannis Galatis, pentru o scurtă istorie despre turismul de pe insulă. Apoi au fost provocați să joace într-o reclamă simulată cu scenariu grecesc pentru o nouă marcă de ulei de măsline, ceea ce s-a dovedit dificil pentru mulți, deoarece cei mai mulți s-au luptat să-și livreze liniile în mod eficient. În continuare, aceștia au fost intervievați de presă pentru a promova alura turismului în Mykonos. Mai târziu în acea noapte, modelele au participat la o prezentare colorată a pistei de costume de baie pe străzile insulei, prezentându-și aspectul în fața publicului. Pentru sedinta foto, modelele s-au pozat ca sirene incurcate de pescari. La jurizare, Otilia a primit cea mai bună poză. Laura și Victoria au ajuns în ultimele două, iar Victoria a fost eliminată din competiție.
- Prima chemată: Otilia Cioșă
- Ultimele două: Laura Iordache și Victoria Cartiră
- Eliminata: Victoria Cartiră
- Fotograf: Mihai Ștețcu
- Invitați speciali: Giannis Galatis

### Episodul 8
Ceilalți zece concurenți s-au adunat la o lecție de machiaj cu judecătorul Mirela Vescan, unde s-au deschis despre unele dintre dinamicile mai intime din cadrul grupului. A urmat o prezentare pe pistă și o filmare de însoțire inspirată din legenda poveștii de dragoste dintre pescarul Glaucus și nimfa mării Scylla, care a luat o întorsătură dramatică când una dintre recuzita s-a desprins și s-a prăbușit pe stâncă, speriandu-i pe toți cei de pe platou. Mai târziu în acea săptămână, modelele s-au reunit pentru a sărbători împlinirea a 21 de ani a Alexandrei. Pentru provocarea lor finală, concurenții au fost vopsiți în alb și dezbrăcați pentru o ședință foto în care au trebuit să înfățișeze statui de marmură care prind viață, bazându-se doar pe siluetele lor. La jurizare, Barbara a primit cea mai bună imagine. Alexandra, Diana Zamfir și Ramona au aterizat în ultimele trei. Ramonei a primit o a doua șansă, în timp ce Alexandra și Diana au fost eliminate din competiție.
- Prima chemată: Barbara Langellotti
- Ultimele trei: Alexandra Urs, Diana Zamfir, Ramona Popescu
- Eliminata: Alexandra Urs	și Diana Zamfir
- Fotograf: Mihai Ștețcu

### Episodul 9
Modelele s-au întors în România pentru următorul lor set de provocări. Și-au început săptămâna așezându-se la o conversație cu actorul Andrei Aradits, care a discutat despre experiențele lor înainte de a participa la o lecție de actorie care presupunea portretizarea unor scenarii exagerate. Ulterior, aceștia au fost aranjați pentru o prezentare la Sibiu Student Fashion Festival, evidențiind creațiile designerilor emergenti și culminând cu o semnare de autografe pentru fanii show-ului. Pentru ședința lor foto săptămânală, aceștia au fost duși la Cazinoul din Sinaia și îmbrăcați după infamul antagonist Disney Cruella de Vil, pozând cu o varietate de animale care au fost aduse pe platou. La jurizare, Otilia a primit cea mai bună poză. Denisa și Sânziana au aterizat în ultimele două, iar Sânziana a fost eliminată din competiție. Mișcată de povestea ei personală și rezistența, i s-a oferit un curs de machiaj de la Academia Intact Media și Fundația Mereu Aproape sub îndrumarea judecătorului Mirela Vescan.
- Prima chemată: Otilia Cioșă
- Ultimele două: Denisa Ciocoiu și Sânziana Cozorici
- Eliminata: Sânziana Cozorici
- Fotograf: Oana Mihoc
- Invitați speciali: Andrei Aradits

### Episodul 10
În acest episod, restul de șapte concurenți au călătorit la Paphos, unde s-au acomodat pentru provocările săptămânii. Gazda Cătălin Botezatu a luat deoparte câțiva concurenți pentru a discuta despre performanțele lor în competiție, stârnind îngrijorări cu privire la aderarea Laviniei la cerințele emisiunii din cauza creșterii în greutate vizibile. Modelele au fost îmbrăcate în rochii negre transparente pentru o prezentare la portul Paphos, unde mai mulți concurenți au întâmpinat dificultăți pe terenul stâncos. Pentru ședința foto săptămânală, concurenții au vizitat cascada Băilor Adonis, pozând cu un model masculin pentru a înfățișa povestea de dragoste a lui Adonis și Afrodita. La jurizare, Barbara a primit cea mai bună imagine. Cristina și Otilia au aterizat în ultimele două, dar au primit o amânare, pentru că amândurora li s-a permis să rămână încă o săptămână.
- Prima chemată: Barbara Langellotti
- Ultimele două: Cristina Iordache	și Otilia Cioșă
- Eliminata: Niciuna
- Fotograf: Ciprian Strugariu

### Episodul 11
Concurenții s-au confruntat cu provocarea de a-și face cea mai bună impresie în timpul unei simulari de casting pentru interviu, desfășurată în limba engleză, unde scopul lor a fost să se vândă folosindu-se doar de inteligența și creativitatea lor, toate purtând același sac de cartofi nemăgulitor. Ei au schimbat, de asemenea, genurile pentru o prezentare pe podium la port, stilată ca bărbați, iar mai târziu și-au îmbrățișat latura feminină jucăușă în timpul unei ședințe foto colorate pe plajă, cu tematică de costume de baie, cu bomboane pinup. La jurizare, Ramona a primit cea mai bună poză, în timp ce Denisa și Otilia s-au trezit în ultimele două. Denisei i s-a mai dat o șansă, în timp ce inconsecvența Otiliei a costat-o un loc în competiție.
- Prima chemată: Ramona Popescu
- Ultimele două: Denisa Ciocoiu și Otilia Cioșă
- Eliminata: Otilia Cioșă
- Fotograf: Ciprian Strugariu

### Episodul 12
Ceilalți șase concurenți au fost chestionați cu privire la cunoștințele lor în materie de modă, sau lipsa acestora, înainte de a se confrunta cu rezultatele examenului. Ei au fost apoi antrenați pentru un număr de dans cabaret coregrafiat și o prezentare de modă inspirată de filmul muzical Chicago din 2002, după care ceilalți concurenți au sărbătorit ziua de naștere a Barbara. La sfârșitul săptămânii, modelele au fost duse la Clubul de Golf Eléa pentru o ședință foto elegantă, inspirată din sport. Pe platoul de filmare, Lavinia a fost criticată încă o dată pentru că nu se poate încadra în garderobă, stârnind îngrijorări cu privire la longevitatea ei în competiție. La jurizare, Denisa a primit cea mai bună poză, în timp ce Laura și Lavinia au aterizat în ultimele două, soldând cu eliminarea Laviniei.
- Prima chemată: Denisa Ciocoiu
- Ultimele două: Laura Iordache și Lavinia Furtună
- Eliminata: Lavinia Furtună
- Fotograf: Ciprian Strugariu

### Episodul 13
Modelele au revenit în România pentru semifinalele competiției. Odată cu apropierea sărbătorilor cu pași repezi, aceștia au fost vizitați de Botezatu, care a sosit cu cadouri și decorațiuni de Crăciun pentru a crea o atmosferă de sărbătoare. S-au întâlnit cu nutriționistul Gianluca Ech pentru a le îndruma cu privire la îmbunătățirea dietei, iar mai târziu s-au așezat la cină pentru a aminti unele dintre cele mai memorabile momente ale competiției. De asemenea, au participat la o prezentare pe podium cu tematică de iarnă, înainte de a merge la ședința foto, inspirată din basmul german Albă ca Zăpada. La jurizare, Ramona a primit cea mai bună imagine, în timp ce Barbara, Cristina și Laura au ajuns în ultimele trei. Barbara și-a asigurat un loc în finală alături de Denisa și Ramona, în timp ce surorile gemene Cristina și Laura au fost eliminate.
- Prima chemată: Ramona Popescu
- Ultimele trei: Barbara Langellotti, Cristina Iordache, Laura Iordache
- Eliminata: Cristina Iordache	și Laura Iordache
- Fotograf: Marta Popescu
- Invitați speciali: Gianluca Ech

### Episodul 14
Ultimii trei au fost transportați în Cappadocia pentru ultima săptămână a competiției. Ei au participat la o prezentare capricioasă pe pistă și au finalizat două seturi de ședințe foto între arhitectura stâncă a regiunii și coșurile emblematice de zâne, inspirându-se din romanul fantasy epic al lui J. R. R. Tolkien, Stăpânul inelelor. În timpul deliberării finale, judecătorii și-au revizuit corpul general de lucru, dar decizia finală a fost pusă în așteptare, deoarece a fost aranjată o surpriză specială pentru finaliști. La sfârșitul săptămânii, aceștia au fost duși pe câmpurile de baloane cu aer cald din regiune, unde gazda Cătălin Botezatu a ales-o câștigătoare pe Ramona și a oferit-o cu o priveliște a pitorească a formațiunilor stâncoase.
- Ultimele trei: Barbara Langellotti, Denisa Ciocoiu, Ramona Popescu
- Câștigătoare: Ramona Popescu
- Fotograf: Gabriel Hennessey

## Rezultate
| 1  | Victoria  | Denisa    | Otilia          | Victoria  | Barbara   | Cristina                            | Otilia    | Barbara            | Otilia   | Barbara         | Ramona   | Denisa   | Ramona         | Ramona         |  |  |  |  |  |  |  |  |  |  |  |  |  |  |
| 2  | Silvana   | Ramona    | Lavinia         | Laura     | Sânziana  | Ramona                              | Denisa    | Sânziana           | Barbara  | Laura           | Barbara  | Ramona   | Denisa         | Barbara Denisa |  |  |  |  |  |  |  |  |  |  |  |  |  |  |
| 3  | Ruxandra  | Alexandra | Cristina        | Ruxandra  | Victoria  | Laura                               | Ramona    | Laura              | Ramona   | Ramona          | Laura    | Barbara  | Barbara        | Barbara Denisa |  |  |  |  |  |  |  |  |  |  |  |  |  |  |
| 4  | Ramona    | Lavinia   | Ramona          | Ramona    | Diana Z.  | Otilia                              | Diana Z.  | Denisa             | Laura    | Lavinia         | Cristina | Cristina | Cristina Laura |                |  |  |  |  |  |  |  |  |  |  |  |  |  |  |
| 5  | Lavinia   | Diana Z.  | Andreea         | Alexandra | Lavinia   | Diana Z.                            | Lavinia   | Cristina           | Lavinia  | Denisa          | Lavinia  | Laura    | Cristina Laura |                |  |  |  |  |  |  |  |  |  |  |  |  |  |  |
| 6  | Diana L.  | Otilia    | Diana Z.        | Denisa    | Cristina  | Denisa                              | Cristina  | Otilia             | Cristina | Cristina Otilia | Denisa   | Lavinia  |                |                |  |  |  |  |  |  |  |  |  |  |  |  |  |  |
| 7  | Cristina  | Diana L.  | Barbara         | Otilia    | Laura     | Barbara                             | Barbara   | Lavinia            | Denisa   | Cristina Otilia | Otilia   |          |                |                |  |  |  |  |  |  |  |  |  |  |  |  |  |  |
| 8  | Laura     | Cristina  | Denisa          | Diana Z.  | Ramona    | Alexandra Lavinia Sânziana Victoria | Sânziana  | Ramona             | Sânziana |                 |          |          |                |                |  |  |  |  |  |  |  |  |  |  |  |  |  |  |
| 9  | Diana Z.  | Bianca    | Sânziana        | Sânziana  | Denisa    | Alexandra Lavinia Sânziana Victoria | Alexandra | Alexandra Diana Z. |          |                 |          |          |                |                |  |  |  |  |  |  |  |  |  |  |  |  |  |  |
| 10 | Alexandra | Victoria  | Alexandra       | Barbara   | Otilia    | Alexandra Lavinia Sânziana Victoria | Laura     | Alexandra Diana Z. |          |                 |          |          |                |                |  |  |  |  |  |  |  |  |  |  |  |  |  |  |
| 11 | Sânziana  | Ruxandra  | Ruxandra        | Cristina  | Alexandra | Alexandra Lavinia Sânziana Victoria | Victoria  |                    |          |                 |          |          |                |                |  |  |  |  |  |  |  |  |  |  |  |  |  |  |
| 12 | Denisa    | Andreea   | Laura           | Lavinia   | Ruxandra  |                                     |           |                    |          |                 |          |          |                |                |  |  |  |  |  |  |  |  |  |  |  |  |  |  |
| 13 | Barbara   | Barbara   | Victoria        | Andreea   |           |                                     |           |                    |          |                 |          |          |                |                |  |  |  |  |  |  |  |  |  |  |  |  |  |  |
| 14 | Veronica  | Laura     | Bianca Diana L. |           |           |                                     |           |                    |          |                 |          |          |                |                |  |  |  |  |  |  |  |  |  |  |  |  |  |  |
| 15 | Otilia    | Sânziana  | Bianca Diana L. |           |           |                                     |           |                    |          |                 |          |          |                |                |  |  |  |  |  |  |  |  |  |  |  |  |  |  |
| 16 | Andreea   | Silvana   |                 |           |           |                                     |           |                    |          |                 |          |          |                |                |  |  |  |  |  |  |  |  |  |  |  |  |  |  |
| 17 | Bianca    |           |                 |           |           |                                     |           |                    |          |                 |          |          |                |                |  |  |  |  |  |  |  |  |  |  |  |  |  |  |

     Participantul Participante abandonează competența
     Participantul a fost chemat la o audiție privată, iar mai apoi adăugat în listă
     Participantul a fost eliminat
     Participantul nu a fost prezent la ședința foto
     Participantul a fost scutit
     Participantul a fost printre ultimii doi chemați, dar niciunul din ei nu a fost eliminat
     Participantul a câștigat competiția

## Ghidul ședințelor foto
- Episodul 2: Grădina Edenului
- Episodul 3: Medusa în spatele unui zid de gheață
- Episodul 4: Lucrători sexy în construcții
- Episodul 5: Îngeri și diavoli
- Episodul 6: Vizitarea obiectivelor turistice în Mykonos
- Episodul 7: Sirene pe plajă
- Episodul 8: Statui la apus
- Episodul 9: Cruela de Vil cu animale
- Episodul 10: Adonis și Afrodita
- Episodul 11: Candy Crush Pinup
- Episodul 12: Jucători de golf profesioniști
- Episodul 13: Albă ca Zăpada
- Episodul 14: Stăpânul inelelor